# Lili Bech
Lili Bech, eller Lilli Beck, född 29 december 1885 i Köpenhamn, död 20 januari 1939 i Århus, var en dansk skådespelare.
Lili Bech debuterade vid teatern 1905 och filmdebuterade i ett danskt filmbolag 1911. Hon var gift med regissören Victor Sjöström i Sverige 1914–1916. Efter skilsmässan återvände hon till Danmark där hon fortsatte med film och teater. Hon avled 1939 efter att hastigt ha insjuknat under en föreställning på Kasino-Teatret i Århus.

## Filmografi i urval
- 1912 – Trädgårdsmästaren
- 1912 – De svarta maskerna
- 1913 – Vampyren
- 1913 – Barnet
- 1914 – Gatans barn
- 1914 – Stormfågeln
- 1914 – För sin kärleks skull
- 1914 – Högfjällets dotter
- 1915 – Dolken
- 1915 – En av de många
- 1915 – Landshövdingens döttrar
- 1915 – Mästertjuven
- 1915 – Hans hustrus förflutna
- 1915 – Lekkamraterna
- 1915 – Sonad skuld
- 1915 – Minlotsen
- 1915 – När konstnärer älska
- 1916 – Hon segrade
- 1916 – Vingarne
- 1916 – Guldspindeln
- 1916 – Therèse
- 1916 – Skepp som mötas
- 1917 – Paradisfågeln

### Fotnoter
1. 1 2 3  Lilli Beck. Det Danske Filminstitut. Läst 10 juni 2024.
2. 1 2  ”Lili Bech”. Svensk Filmdatabas. http://sfi.se/sv/svensk-filmdatabas/Item/?type=PERSON&itemid=57560. Läst 19 april 2013.